# Hällenylandstjärnen
Hällenylandstjärnen är en sjö i Härnösands kommun i Ångermanland och ingår i Gådeåns huvudavrinningsområde.